# Escadron maritime des forces armées maltaises
L'escadron maritime des forces armées maltaises (maltais : Skwadra Marittima tal-Forzi Armati ta' Malta) ou simplement la marine maltaise, est la composante navale de l'armée maltaise. Basé à Floriana, l'escadron maritime est responsable de la sécurité des eaux territoriales maltaises, de la surveillance maritime et de l'application de la loi, ainsi que de la recherche et du sauvetage.
L'escadron maritime est créé en novembre 1970 en tant que troupe maritime de la force terrestre de Malte. Son nom changea plusieurs fois :
- Troupe maritime des forces terrestres maltaises (1970-1971)
- 1re batterie (maritime) des forces terrestres maltaises (1971-1973)
- 1re batterie (maritime) des forces armées maltaises (1973-1980)
- Escadron maritime des forces armées maltaises  (depuis 1980)

## Flotte
Voici les différents matériels de la force maritime maltaise en 2010 :
| En service | Classe                                                             | Numéro de coque     | Constructeur/Pays d'origine                    | Année d'entrée en service | Notes                                                                     |
| ---------- | ------------------------------------------------------------------ | ------------------- | ---------------------------------------------- | ------------------------- | ------------------------------------------------------------------------- |
| 1          | Patrouilleur de la classe Diciotti modifiée                        | P 61                | Fincantieri S.p.a. at Muggiano Shipyard Italie | 2005                      | Ces navires sont dérivés de vaisseaux de la Garde côtière italienne       |
| 2          | Patrouilleur côtier de la classe Protector (en)                    | P 51, P 52          | Bollinger Shipyards Incorporated, États-Unis   | 2002                      |                                                                           |
| 1          | Patrouilleur côtier de la classe Bremse (Bremse Type KB123)        | P 32                | Allemagne                                      | 1992                      | Construits pour l'ancienne marine de l'Allemagne de l'Est                 |
| 2          | Patrouilleur côtier de la classe Swift (en)                        | P 23, P 24          | Sewart Seacraft Limited États-Unis             | 1971                      | Anciens navires de l'US Coast Guard construits en 1967                    |
| 2          | Navire de recherche et de sauvetage de la classe Supervittoria 800 | Melita I, Melita II | Cantiere Navale Vittoria, Adria Italie         | 1998                      |                                                                           |
| 1          | Bateau semi-rigide pour l'interception rapide                      | P 01                | FB Design Srl Italie                           | 2006                      | Acquis en 2003                                                            |
| 4          | Patrouilleur côtier de la classe P21                               | P 21, P22, P23, P24 | Austal, Perth Australie                        | 2010                      | Les quatre navires (P21, P22, P23 et P24) ont été livrés en février 2010. |

La Commission européenne a approuvé un fond de 110 millions d'euros destinés aux AFM. Le gouvernement maltais a ainsi pu acheter quatre nouveaux patrouilleurs pour rénover et renforcer sa flottille maritime.
Le P71 mis à l'eau en mars 2021 est le patrouilleur le plus grand de la flotte.